# Coyotepec, Hidalgo
Coyotepec är en ort i Mexiko.   Den ligger i kommunen Huejutla de Reyes och delstaten Hidalgo, i den sydöstra delen av landet, 190 km norr om huvudstaden Mexico City. Coyotepec ligger 446 meter över havet och antalet invånare är 101.
Terrängen runt Coyotepec är kuperad åt nordost, men åt sydväst är den bergig. Runt Coyotepec är det ganska tätbefolkat, med 248 invånare per kvadratkilometer. Närmaste större samhälle är Huejutla de Reyes, 11,3 km nordost om Coyotepec. I omgivningarna runt Coyotepec växer i huvudsak städsegrön lövskog.